# 사제 바실리 피베이스키의 삶
《사제 바실리 피베이스키의 삶》(러시아어: Жизнь Василия Фивейского)는 레오니트 안드레예프의 소설이다.

## 작품 소개
수수께끼 같은 가혹한 운명으로 얼룩진 사제 바실리 피베이스키의 삶을 통해 저자는 신에 대한 인간의 끊임없는 의심과 믿음을 보여준다. 신을 믿는다는 것이 인간에게 어떤 의미인지 독자들에게 진지하게 묻는다.
이 작품은 평생 동안 고통과 슬픔으로 점철된 음울한 인생과 고통을 시종일관 무겁고 어두운 분위기 속에서 길고 복잡한 문장으로 묘사하고 있다. 인생의 슬픔과 고통을 묘사하기 위해 “무겁고, 음침한, 침울한, 슬픈, 희미한, 가혹한, 준엄한, 차가운, 고통스러운” 등 밝은 느낌의 수식어보다는 어둡고 무거운 느낌의 수식어가 훨씬 많이 사용되고 있고, 비슷한 의미의 수식어 중복 사용, 대조적 의미의 수식어 동시 사용으로 그 느낌을 가중시키고 있다. 또한 주인공 간의 대화가 거의 없고, 표정과 목소리의 묘사를 통해 주인공의 내면 심리를 표현하고 있다.
전체적으로 억압되고 짓눌린 듯한 분위기 속에서 진행되는 이 작품은 고통스러운 인간의 삶에 있어 신과 종교가 무엇인지, 한 사제의 삶을 통해 보편적 인간의 삶에 대한 진지하고 철학적인 질문을 던지고 있다.

## 서지 정보
- 이수경 역, 2009년, 지식을만드는지식 ISBN 978-89-6228-337-2